# 貝倫山 (卡爾文德爾山脈)
47°24′52″N 11°42′44″E / 47.41453°N 11.71227°E

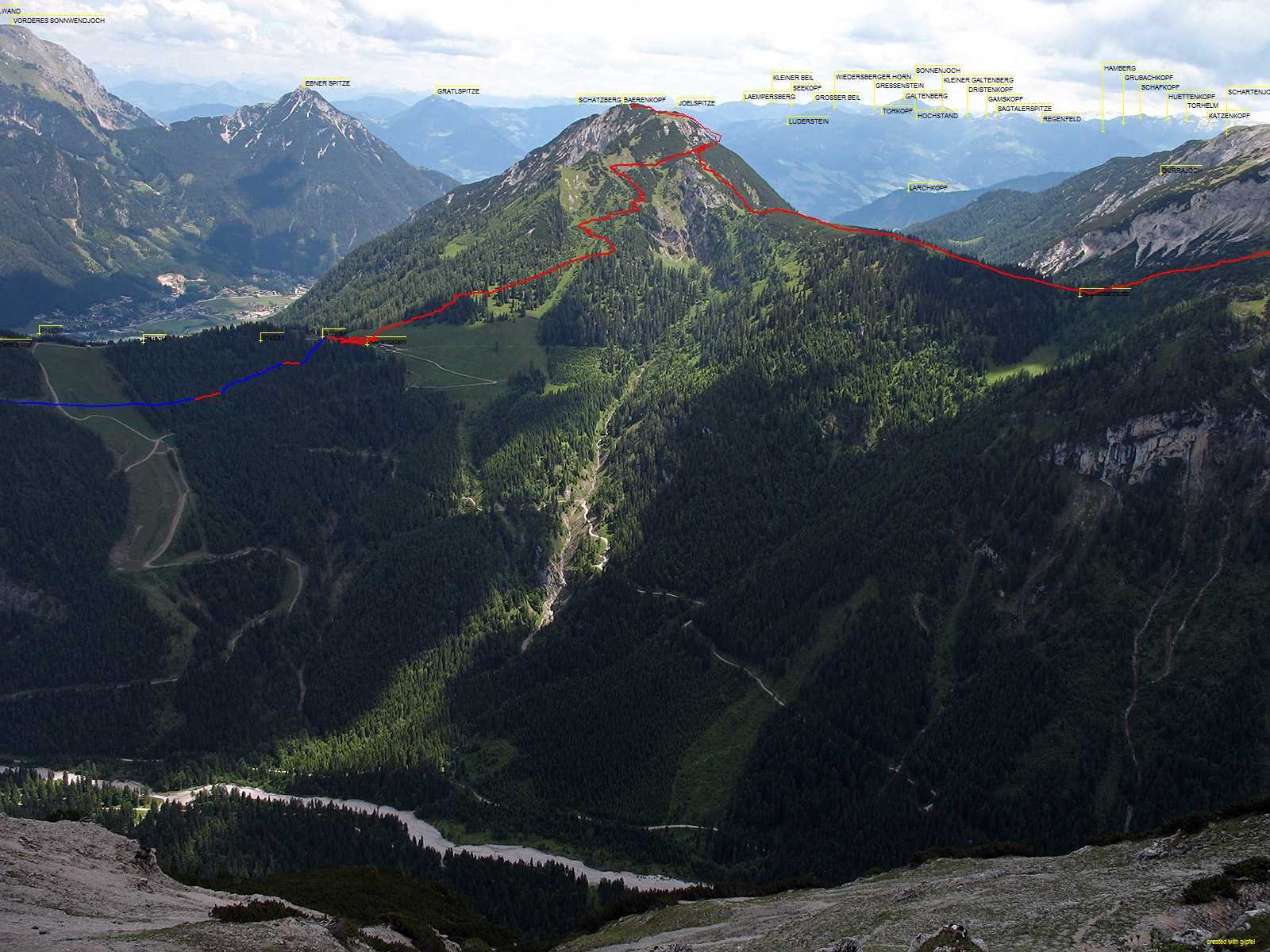

貝倫山（德語：Bärenkopf），是奧地利的山峰，位於該國西部，由蒂羅爾州負責管轄，屬於卡爾文德爾山脈的一部分，距離施坦瑟約赫山1.7公里，海拔高度1,991米。